# Björnarna (musikgrupp)
För andra betydelser, se Björnarna (olika betydelser).
Björnarna är ett svenskt punkband som startades nån gång runt 2010 av Henrik Bergsten, Mikael Bodin, Martin Hast och Fredrik Olsson. Efter fem digitala tiospårsalbum kom Björn Limander med som sångare efter att ha vikarierat för Henrik vid ett par spelningar. Björnarna ger ut sin musik på Second class kids.

## Medlemmar

### Nuvarande medlemmar
- Björn Limander – sång
- Henrik Bergsten – gitarr
- Mikael Bodin – gitarr
- Martin Hast – elbas
- Fredrik Olsson – trummor

## Diskografi

### Studioalbum
- 2011 – Herren ger, herren tar
- 2011 – Vet hut!
- 2013 – Utan bedövning
- 2014 – Andra sidan är ni klara
- 2015 – Geronimo
- 2021 – Det sämsta
- 2023 – Historierevisionism
- 2025 – Spela Snabbare

### EP-skivor
- 2019 – Pseudovetenskapelseberättelsen
- 2020 – Keops pyramidspel
- 2020 – Det sämsta
- 2023 – Kyrkans barntimmar

### Singlar
- 2018 – Fantasifosterland
- 2018 – Jimmie Jugend
- 2020 – Julens klockor
- 2023 – Det okända
- 2023 – På spåret
- 2023 – Vi slår igen